# 佩奇角
63°55′S 60°18′W / 63.917°S 60.300°W
佩奇角是南極洲的海岬，位於葛拉漢地西岸，處於卡特角西南面24公里，以英國的航空工程師命名，現時由南極條約體系管理。